# Filipčje Brdo
Filipčje Brdo je naselje v Občini Sežana.